# Ataenius tarumensis
Ataenius tarumensis är en skalbaggsart som beskrevs av Zdzisława Stebnicka 2007. Ataenius tarumensis ingår i släktet Ataenius och familjen Aphodiidae. Inga underarter finns listade.